# Рани снијег у Минхену
Рани снијег у Минхену  је југословенски филм из 1984. године који је режирао Богдан Жижић по сценарију Горана Масота.

## Радња
Двадесетогодишњи младић је дошао у Минхен са родитељима из Југославије пре шеснаест година и у међувремену се сродио са људима и амбијентом.
Међутим, његов отац је чврсто везан за домовину и у завичају завршава градњу куће и аутомеханичарске радионице за сина. Младић има другачије планове, не разуме оца и не жели да напусти Немачку. Како се ближи дан повратка, њихове размирице прерастају у оштар сукоб. Младић жели чврсто да се ожени својом девојком Немицом. Отац не присуствује венчању и младић усред свечаности одлази по њега и налази га у стану мртвог где је извршио самоубиство.

## Улоге
| Глумац              | Улога         |
| ------------------- | ------------- |
| Драго Гргечић       |               |
| Павле Вуисић        | Отац          |
| Уве Гуртлер         |               |
| Уве Фидлер          | Ханелор       |
| Ива Марјановић      | Катица        |
| Реља Башић          | Давор         |
| Франциска Бронен    | Крна          |
| Барбара Нола        | Еилфреде      |
| Вили Харландер      | Полднер       |
| Вјера Жагар-Нардели | Гђа Полднер   |
| Харалд Шреибер      | Карлов отац   |
| Марија Алексић      | Карлова мајка |
| Зденка Анушић       | Жена          |
| Дирк Саломон        | Хорст         |
| Лаци Цигој          | Свештеник     |
| Дубравка Дежелић    | Сусед         |
| Јошка Бермел        | Конобар       |

## Награде
Пула 1984. - филм је награђен Златном ареном за фотографију; Посебно признање за улогу Уве Фидлер.